# Йоганн V фон Валленроде
Йоганн V фон Валленроде (нім. Johannes von Wallenrode; 1370 — 28 травня 1419) — 12-й архієпископ Ризький в 1393—1418 роках.

## Життєпис
Походив з німецького шляхетського роду Валленроде з Верхньої Франконії. Народився 1370 року у м. Вассеркноден. Своїй початковій кар'єрі завдячує братові Конраду, який зрештою 1391 року став великим магістром Тевтонського ордену. Останній почав діяти спільно з ландмейстером лівонським Веннемаром фон Брюггенеєм щодо послаблення Ризького архієпископа. Для цього 1393 року завдяки пожертві в 11 500 золотих флоринів папі римському Боніфацію IX архієпископа Йоганна IV фон Зінтена було зміщено з посади, а новим головою Ризької єпархії став Йоганн фон Валленроде. Невдовзі після цього він став також членом Лівонського ордену.
Згодом Йоганн V не суперечив лівонським ландмейстерам, щедро фінансуючи їхню загарбницьку політику проти Литви. Архієпископ також постійно здійснював поїздки з метою заручитися підтримкою впливових католицьких ієрархів для початку військових дій проти Великого князівства Литовського і його союзників. Налагодив гарні стосунки з Рупрехтом Віттельсбахом, королем Німеччини.
1396 року не підтримав виступив Дітріха III фон Дамерау, єпископа Дерпстського, проти Лівонського ордену. 1397 року ухвалив рішення зборів у Данцигу, де ризький капітул повинен був стати членом Ордену.
Подальші спроби Йоганна V фон Валленроде зберегти самостійність Ризької єпархії були невдалими. Тому з 1405 року він дедалі частіше перебував за межами Лівонії.
1410 року папа римський Григорій XII призначив Йоганна V уповноваженим в Німеччині та навколишніх країнах. Значну увагу приділяв наданню допомоги Тевтонському ордену, який зазнав відчутної поразки в битві під Грюнвальдом. 1411 року намагався замирити Орден та Польщу, але без особливого успіху.
1412 року стає радником імператора Сигізмунда Люксембурга. 1414 року Йоганн V фон Валленроде як представник Івана XXIII прибув на Констанцький собор. Тут став одним з ієрархій, що зробили значний внесок для ліквідації Великої схизми. Водночас Валленроде виступив із засудженням ідей Джон Вікліфа та підтримав страту Яна Гуса. У 1416 року вступив у суперечку з Лівонським орденом щодо сюзеренітету над Ригою.
За успішні дії на соборі 1418 року папа римський Мартин V призначив Валленроде єпископом Льєзьким як Жана VII (ризьким архієпископом став Йоганн VI Амбунді). Протягом нетривалого часу повернув колишні привілеї магістрату Льєжа, поліпшив адміністративне та господарське управління єпархією. Втім помер вже 1419 року в Алкені (поблизу Льєжа).